# Allothele australis
Espèce
Synonymes
- Thelechoris australis Purcell, 1903

Allothele australis est une espèce d'araignées mygalomorphes de la famille des Euagridae.

## Distribution
Cette espèce est endémique du Cap-Oriental en Afrique du Sud,.

## Description
La femelle holotype mesure 16 mm.
La carapace de la femelle holotype mesure 6,1 mm de long sur 5,0 mm.

## Systématique et taxinomie
Cette espèce a été décrite sous le protonyme Thelechoris australis par Purcell en 1903. Elle est placée en synonymie avec Allothele caffer par Benoit en 1964. Elle est relevée de synonymie par Coyle en 1984.

## Publication originale
- Purcell, 1903 : New South African spiders of the families Migidae, Ctenizidae, Barychelidae Dipluridae, and Lycosidae. Annals of the South African Museum, vol. 3, p. 69-142 (texte intégral).